# Hylaeamys oniscus
Hylaeamys oniscus és una espècie de mamífer rosegador de la família dels cricètids. És endèmic de la costa atlàntica del Brasil, on viu des de l'estat de Pernambuco fins al nord de l'estat de Bahia. La seva distribució abasta menys de 20.000 km². El seu hàbitat natural són els boscos. Està amenaçat per la destrucció, fragmentació i desforestació del seu medi.